# Degüello
«Degüello» — шостий студійний альбом американського рок-гурту ZZ Top, випущений в листопаді 1979 року лейблом «Warner Bros.».

## Про альбом
Перший альбом ZZ Top записний на лейблі «Warner Bros.».

## Список композицій
| Перша сторона | Перша сторона               | Перша сторона                         | Перша сторона |
| #             | Назва                       | Автор                                 | Тривалість    |
| ------------- | --------------------------- | ------------------------------------- | ------------- |
| 1.            | «I Thank You»               | Ісаак Гейс, Девід Портер              | 3:22          |
| 2.            | «She Loves My Automobile»   | Біллі Гіббонс, Дасті Гілл, Френк Бірд | 2:22          |
| 3.            | «I'm Bad, I'm Nationwide»   | Біллі Гіббонс, Дасті Гілл, Френк Бірд | 4:45          |
| 4.            | «A Fool for Your Stockings» | Біллі Гіббонс, Дасті Гілл, Френк Бірд | 4:15          |
| 5.            | «Manic Mechanic»            | Біллі Гіббонс, Дасті Гілл, Френк Бірд | 2:36          |

| Друга сторона | Друга сторона           | Друга сторона                         | Друга сторона |
| #             | Назва                   | Автор                                 | Тривалість    |
| ------------- | ----------------------- | ------------------------------------- | ------------- |
| 1.            | «Dust My Broom»         | Роберт Джонсон                        | 3:06          |
| 2.            | «Lowdown in the Street» | Біллі Гіббонс, Дасті Гілл, Френк Бірд | 2:49          |
| 3.            | «Hi Fi Mama»            | Біллі Гіббонс, Дасті Гілл, Френк Бірд | 2:22          |
| 4.            | «Cheap Sunglasses»      | Біллі Гіббонс, Дасті Гілл, Френк Бірд | 4:46          |
| 5.            | «Esther Be the One»     | Біллі Гіббонс, Дасті Гілл, Френк Бірд | 3:30          |